# Lista chorążych reprezentacji Kirgistanu na igrzyskach olimpijskich
Lista chorążych reprezentacji Kirgistanu na igrzyskach olimpijskich – lista zawodników i zawodniczek reprezentacji Kirgistanu, którzy podczas ceremonii otwarcia nowożytnych igrzysk olimpijskich nieśli flagę Kirgistanu

## Chronologiczna lista chorążych

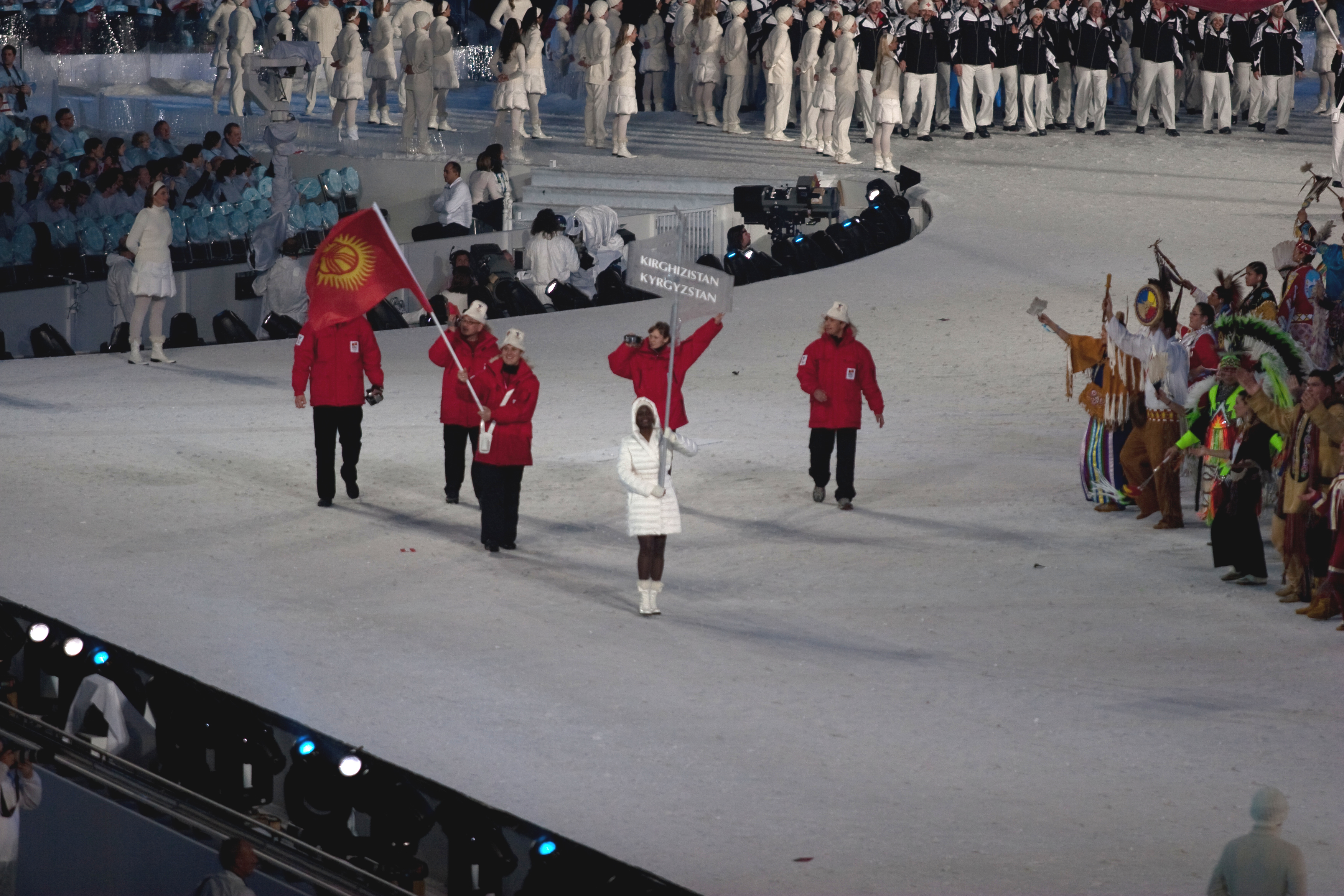
Reprezentacja Kirgistan podczas ceremonii otwarcia Zimowych Igrzysk Olimpijskich 2010.

| Lp. | Rok i miejsce        | Chorąży                | Dyscyplina            |
| --- | -------------------- | ---------------------- | --------------------- |
| 1   | 1994, Lillehammer    | Jewgienia Roppel       | Biathlon              |
| 2   | 1996, Atlanta        | Sergiej Aszichmin      | pływanie              |
| 3   | 1998, Nagano         | Aleksandr Tropnikow    | Biathlon              |
| 4   | 2000, Sydney         | Raatbek Sanatbajew     | Zapasy                |
| 5   | 2002, Salt Lake City | Dmitrij Czwykow        | Skoki narciarskie     |
| 6   | 2004, Ateny          | Mital Szaripow         | Podnoszenie ciężarów  |
| 7   | 2006, Turyn          | Iwan Borisow           | Narciarstwo alpejskie |
| 8   | 2008, Pekin          | Talant Dżanagułow      | Judo                  |
| 9   | 2010, Vancouver      | Dmitrij Trielewski     | Narciarstwo alpejskie |
| 10  | 2012, Londyn         | Czynggyz Mamedow       | Judo                  |
| 11  | 2014, Soczi          | Dmitrij Trielewski     | Narciarstwo alpejskie |
| 12  | 2016, Rio            | Erkin Adyłbek uułu     | Boks                  |
| 13  | 2018, Pjongczang     | Tariel Żarkimbajew     | Biegi narciarskie     |
| 14  | 2020, Tokio          | Kanykei Kubanychbekova | Strzelectwo           |
| 14  | 2020, Tokio          | Dienis Pietraszow      | Pływanie              |